# 100e division d'infanterie (États-Unis)
Pour les articles homonymes, voir 100e division.
La 100e division d'infanterie ou 100e division (100th Infantry Division) est une division de l'US Army, stationné à Fort Knox dans le Kentucky. Elle sert actuellement comme importante unité de formation au sein de l'Armée de réserve des États-Unis. 
Au cours de sa longue histoire, la division a eu des rôles variés. Elle existe comme 100e division d'infanterie jusqu'aux années 1950, devenant ensuite brièvement la 100e division aéroportée avant de devenir la 100e division chargée de l'entraînement de recrues. Depuis cette date, elle participe à la formation de soldats appartenant à d'autres unités de l'Armée. 
Elle est créée au milieu de l'année 1918, juste avant la fin de la Première Guerre mondiale à laquelle elle ne peut participer. Elle est surtout connue pour ses actions lors de la Seconde Guerre mondiale. Elle combat sur le Front européen, progressant en France puis en Allemagne, subissant d'importantes contre-attaques de l'armée allemande. Ce conflit est le seul qu'a connu la division avant de devenir une unité de formation. 